# Kogelgewricht
Een kogelgewricht is een gewricht dat bestaat uit een kom van bot, waarin het andere bot, dat kogelvormig is, vrij kan ronddraaien. Kogelgewrichten kunnen krachten opnemen in alle richtingen, wat ze onder meer interessant maakt voor mechanische toepassingen. 

## Menselijk lichaam
Een dergelijk gewricht komt bijvoorbeeld voor in de heup van de mens. De kogel zorgt ervoor dat het been zowel naar voren en naar achteren, als naar opzij kan bewegen. Tussen de kom en het bot zit gewrichtssmeer. Bij een heupfractuur is er een breuk in de dijbeenhals tussen dijbeen en kogelvormig gedeelte. Ook in de schouder zit een dergelijk gewricht, zodat de arm een draai van 360 graden kan maken en ook opzij kan worden bewogen.

## Techniek
Een soortgelijke constructie met kogel en kom wordt in de techniek ook toegepast voor verbindingen die in meerdere richtingen moeten kunnen bewegen. Ze wordt dan meestal bolscharnier genoemd. Een extreem voorbeeld zijn de kogelscharnieren van de Maeslantkering die met een kogeldiameter van 10 meter de grootste ter wereld zijn. 
schedel · wervelkolom · borstkas · borstbeen · schoudergordel · arm · bekkengordel · been

bot · gewricht · botten van de mens